# Aulo Postumio Albino (cónsul 151 a. C.)
Aulo Postumio Albino  magistrado romano, al parecer hijo del cónsul del año 180 a. C. Aulo Postumio Albino Lusco. 
Fue pretor en el año 155 a. C., y cónsul en 151 a. C. junto con Licinio Lúculo. Ambos cónsules fueron encarcelados por los tribunos por su excesivo rigor en la percepción de tributos.
En 153 a. C. fue uno de los embajadores enviados a negociar la paz entre Átalo II de Pérgamo y Prusias de Bitínia, y en 146 a. C. acompañó a Grecia, como legado, a Lucio Mumio. Se erigió una estatua en su honor en el istmo
Albino estaba muy familiarizado con la literatura griega, y escribió en ese idioma un poema y una historia de Roma, la última de las cuales es mencionada por varios escritores antiguos.
Polibio dice que Albino imitó las peores características de los griegos, pues se dedicó por completo al placer y eludió todo trabajo y peligro. Relata que se retiró a Tebas al librarse la batalla de Fócida, pero después escribió un relato de la misma al Senado como si hubiera estado presente. 
Cicerón habla con respeto de sus méritos literarios y lo llama doctus homo y litteratus et disertus
Macrobio cita un pasaje del primer libro de los Anales de Albino y, como cita palabras de Albino, se ha supuesto que su historia griega fue traducida al latín. 
Una obra de Albino sobre la llegada de Eneas a Italia se menciona por Servio y por el autor de la obra De Origine Gentis Romana, c. 15.